# Jocky Scott
John Alexander (Jocky) Scott (ur. 14 stycznia 1948 w Aberdeen, Szkocja) – były szkocki piłkarz, obecnie trener piłkarski.

## Życiorys
Występował w klubach: Dundee F.C. oraz Aberdeen F.C. Zaliczył również występy w reprezentacji Szkocji.
Po zakończeniu kariery piłkarskiej był trenerem: Aberdeen F.C., Dundee F.C., Arbroath F.C., Hibernian F.C., Notts County F.C. oraz Raith Rovers F.C.